# International Linear Collider

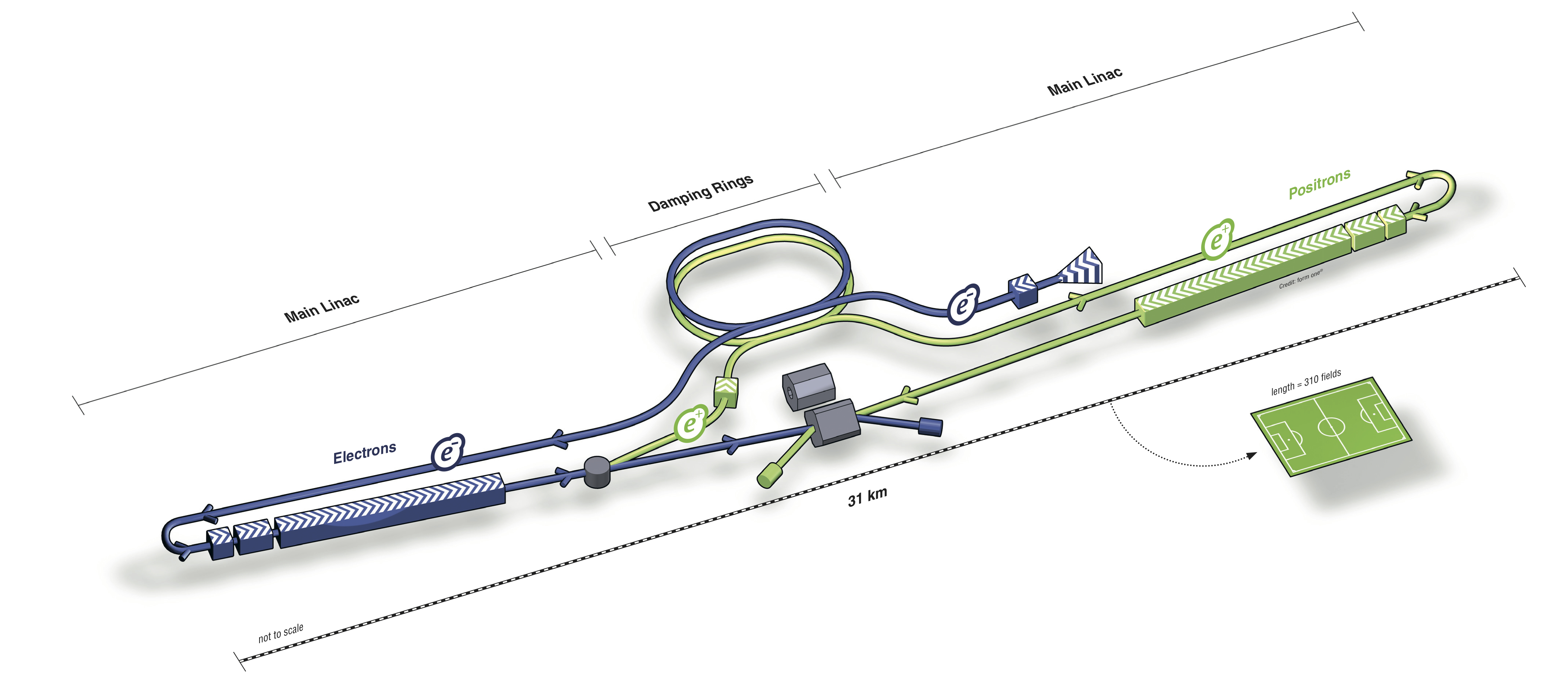
Schema proiectului ILC

International Linear Collider, abreviat ILC, este proiectul unui accelerator liniar de electroni și pozitroni, la o energie de 500 GeV în sistemul centrului de masă. El urmează să furnizeze date care să clarifice probleme din fizica particulelor elementare rămase după detectarea bosonului Higgs.